# Selecció femenina de bàsquet dels Estats Units
La selecció femenina de basquetbol dels Estats Units representa als Estats Units en les competicions internacionals de basquetbol en categoria femenina. És la selecció hegemònica del bàsquet mundial femení, guanyant 10 dels 13 tornejos femenins que hi ha hagut als Jocs Olímpics fins ara i 9 dels 19 Campionats del Món. Des del 1996 ha guanyat tots els grans tornejos, exceptuant el Campionat del Món de Brasil de 2006, on va aconseguir la medalla de bronze. De fet, la seva última derrota en un gran campionat fou el 21 de setembre de 2006, quan va perdre contra Rússia a les semifinals del Mundial de 2006. Des d'aleshores, no ha perdut cap partit, encadenant 66 victòries consecutives.

## Historial

### Jocs Olímpics
| Edicio | Any  | Seu            | Posició             | J | G | P | PF  | PC  |
| ------ | ---- | -------------- | ------------------- | - | - | - | --- | --- |
| XXI    | 1976 | Montreal       | 2a posició          | 5 | 3 | 2 | 415 | 417 |
| XXII   | 1980 | Moscou         | No hi va participar | 0 | 0 | 0 | 0   | 0   |
| XXIII  | 1984 | Los Angeles    | 1a posició          | 6 | 6 | 0 | 516 | 320 |
| XXIV   | 1988 | Seül           | 1a posició          | 5 | 5 | 0 | 461 | 392 |
| XXV    | 1992 | Barcelona      | 3a posició          | 5 | 4 | 1 | 479 | 334 |
| XXVI   | 1996 | Atlanta        | 1a posició          | 8 | 8 | 0 | 819 | 590 |
| XXVII  | 2000 | Sydney         | 1a posició          | 8 | 8 | 0 | 648 | 474 |
| XXVIII | 2004 | Atenes         | 1a posició          | 8 | 8 | 0 | 672 | 482 |
| XXIX   | 2008 | Pequín         | 1a posició          | 8 | 8 | 0 | 754 | 453 |
| XXX    | 2012 | Londres        | 1a posició          | 8 | 8 | 0 | 725 | 450 |
| XXXI   | 2016 | Rio de Janeiro | 1a posició          | 8 | 8 | 0 | 817 | 519 |
| XXXII  | 2020 | Tòquio         | 1a posició          | 6 | 6 | 0 | 528 | 412 |
| XXXIII | 2024 | París          | 1a posició          | 6 | 6 | 0 | 516 | 422 |

### Campionats del Món
| Edició | Any  | Seu             | Posició             | J | G | P | PF  | PC  |
| ------ | ---- | --------------- | ------------------- | - | - | - | --- | --- |
| I      | 1953 | Xile            | 1a posició          | 6 | 5 | 1 | 248 | 183 |
| II     | 1957 | Brasil          | 1a posició          | 9 | 8 | 1 | 555 | 409 |
| III    | 1959 | Unió Soviètica  | No hi va participar | 0 | 0 | 0 | 0   | 0   |
| IV     | 1964 | Perú            | 4a posició          | 9 | 5 | 4 | 411 | 422 |
| V      | 1967 | Txecoslovàquia  | 11a posició         | 6 | 1 | 5 | 251 | 347 |
| VI     | 1971 | Brasil          | 8a posició          | 8 | 6 | 2 | 534 | 470 |
| VII    | 1975 | Colòmbia        | 8a posició          | 7 | 4 | 3 | 540 | 425 |
| VIII   | 1979 | Corea del Sud   | 1a posició          | 6 | 5 | 1 | 463 | 402 |
| IX     | 1983 | Brasil          | 2a posició          | 8 | 6 | 2 | 731 | 593 |
| X      | 1986 | Unió Soviètica  | 1a posició          | 7 | 7 | 0 | 637 | 447 |
| XI     | 1990 | Malàisia        | 1a posició          | 8 | 8 | 0 | 729 | 507 |
| XII    | 1994 | Austràlia       | 3a posició          | 8 | 7 | 1 | 793 | 618 |
| XIII   | 1998 | Alemanya        | 1a posició          | 9 | 9 | 0 | 757 | 586 |
| XIV    | 2002 | Xina            | 1a posició          | 9 | 9 | 0 | 797 | 493 |
| XV     | 2006 | Brasil          | 3a posició          | 9 | 8 | 1 | 774 | 529 |
| XVI    | 2010 | República Txeca | 1a posició          | 9 | 9 | 0 | 866 | 550 |
| XVII   | 2014 | Turquia         | 1a posició          | 6 | 6 | 0 | 553 | 380 |
| XVIII  | 2018 | Espanya         | 1a posició          | 6 | 6 | 0 | 526 | 404 |
| XIX    | 2022 | Austràlia       | 1a posició          | 8 | 8 | 0 | 790 | 464 |
| XX     | 2026 | Alemanya        |                     |   |   |   |     |     |